# Гингивит
Гингивитът е възпаление на венците, причинено от наслагване на плака. То е обикновено явление при възрастните, а бременните и болните от диабет са предразпожени към него.

## Лечение
Лечението се изразява в изстъргване или отстраняване на натрупаната плака, което се извършва от стоматолог и понякога е болезнено. Може да се наложи процедурата да се прави ежегодно. Добре е да се обърне по-голямо внимание на личната хигиена – редовно миене на зъбите поне два пъти на ден. Някои зъболекари препоръчват това да става след всяко хранене. Ако не се обърне внимание на възпалението на венците, може да се развие парадонтит.